# 瓦格拉姆山麓施特特尔多夫
瓦格拉姆山麓施特特尔多夫是奥地利下奥地利州科尔新堡县的一个市镇。总面积25.74平方公里，总人口1009人，人口密度39.2人/平方公里（2005年）。